# Marko Marin
Marko Marin (Bosanska Gradiška, 13 maart 1989) is een Duitse voetballer die bij voorkeur als aanvallende middenvelder speelt. Hij verruilde in 2016 Chelsea voor Olympiakos Piraeus. Marin debuteerde in 2008 in het Duits voetbalelftal.

## Clubcarrière
Marin tekende in juni 2009 een vierjarig contract bij Werder Bremen, dat 8,5 miljoen euro voor hem betaalde aan Borussia Mönchengladbach. In mei 2008 debuteerde hij in het Duits voetbalelftal.
Marins familie emigreerde met hem uit Joegoslavië toen hij twee jaar oud was. In Duitsland werd hij opgenomen in de jeugdopleiding van Eintracht Frankfurt, waarna hij in 2005 overstapte naar de opleiding van Borussia Mönchengladbach. Hiervoor debuteerde hij in 2007 in de hoofdmacht. Marin werd op 24 juni 2009 verkocht aan Werder Bremen voor een transfersom van 8.5 miljoen euro. Hij werd gehaald als opvolger van de Braziliaan Diego, die enkele weken daarvoor naar Juventus FC vertrok.
Op 28 april 2012 tekende Marin een vijfjarig contract bij Chelsea, dat naar verluidt acht miljoen euro overmaakte aan Werder Bremen. Op 9 februari 2013 scoorde Marin zijn eerste doelpunt voor Chelsea.
In het seizoen 2013/2014 verhuurde Chelsea Marin aan Sevilla. Na een verhuurperiode bij Sevilla, waarmee Marin de UEFA Europa League won, werd hij in het seizoen 2014/2015 verhuurd aan Fiorentina. Tot aan de winterstop zou hij slechts viermaal in actie komen en dit enkel op het Europese toneel. Daardoor keerde hij naar Londen terug, dat hem in januari 2015 tot het einde van het seizoen uitleende aan RSC Anderlecht, De Belgische club onderhandelde ook een aankoopoptie, maar lichtte die niet.
Chelsea verhuurde Marin in augustus 2015 voor een jaar aan Trabzonspor. Hierna ging hij naar Olympiakos Piraeus.

## Clubstatistieken
| Seizoen     | Club                     | Competitie         | Competitie | Competitie | Competitie | Beker | Beker | Beker | Internationaal | Internationaal | Internationaal | Totaal | Totaal | Totaal |
| Seizoen     | Club                     | Competitie         | Wed.       | Dlp.       | Ass.       | Wed.  | Dlp.  | Ass.  | Wed.           | Dlp.           | Ass.           | Wed.   | Dlp.   | Ass.   |
| ----------- | ------------------------ | ------------------ | ---------- | ---------- | ---------- | ----- | ----- | ----- | -------------- | -------------- | -------------- | ------ | ------ | ------ |
| 2006/07     | Borussia Mönchengladbach | Bundesliga         | 4          | 0          | 1          | 0     | 0     | 0     | —              | —              | —              | 4      | 0      | 1      |
| 2007/08     | Borussia Mönchengladbach | 2.Bundesliga       | 31         | 4          | 13         | 2     | 1     | 0     | —              | —              | —              | 33     | 5      | 13     |
| 2008/09     | Borussia Mönchengladbach | Bundesliga         | 33         | 4          | 13         | 2     | 3     | 0     | —              | —              | —              | 35     | 7      | 13     |
| Club Totaal | Club Totaal              | Club Totaal        | 68         | 8          | 27         | 4     | 4     | 0     | 0              | 0              | 0              | 72     | 12     | 27     |
| 2009/10     | SV Werder Bremen         | Bundesliga         | 32         | 4          | 14         | 6     | 1     | 2     | 12             | 2              | 2              | 50     | 7      | 18     |
| 2010/11     | SV Werder Bremen         | Bundesliga         | 34         | 3          | 11         | 2     | 1     | 0     | 8              | 1              | 1              | 44     | 5      | 12     |
| 2011/12     | SV Werder Bremen         | Bundesliga         | 21         | 1          | 5          | 1     | 0     | 0     | —              | —              | —              | 22     | 1      | 5      |
| Club Totaal | Club Totaal              | Club Totaal        | 87         | 8          | 30         | 9     | 2     | 2     | 20             | 3              | 3              | 116    | 13     | 35     |
| 2012/13     | Chelsea FC               | Premier League     | 6          | 1          | 1          | 6     | 0     | 0     | 4              | 0              | 0              | 16     | 1      | 1      |
| Club Totaal | Club Totaal              | Club Totaal        | 6          | 1          | 1          | 6     | 0     | 0     | 4              | 0              | 0              | 16     | 1      | 1      |
| 2013/14     | → Sevilla FC             | La Liga            | 18         | 0          | 5          | 0     | 0     | 0     | 12             | 2              | 2              | 30     | 2      | 7      |
| Club Totaal | Club Totaal              | Club Totaal        | 18         | 0          | 5          | 0     | 0     | 0     | 12             | 2              | 2              | 30     | 2      | 7      |
| 2014/15     | → ACF Fiorentina         | Serie A            | 0          | 0          | 0          | 0     | 0     | 0     | 4              | 2              | 0              | 4      | 2      | 0      |
| Club Totaal | Club Totaal              | Club Totaal        | 0          | 0          | 0          | 0     | 0     | 0     | 4              | 2              | 0              | 4      | 2      | 0      |
| 2014/15     | → RSC Anderlecht         | Jupiler Pro League | 6          | 0          | 0          | 2     | 0     | 0     | —              | —              | —              | 8      | 0      | 0      |
| Club Totaal | Club Totaal              | Club Totaal        | 6          | 0          | 0          | 2     | 0     | 0     | 0              | 0              | 0              | 8      | 0      | 0      |
| 2015/16     | → Trabzonspor            | Süper Lig          | 24         | 2          | 4          | 5     | 0     | 1     | —              | —              | —              | 29     | 2      | 5      |
| Club Totaal | Club Totaal              | Club Totaal        | 24         | 2          | 4          | 5     | 0     | 1     | 0              | 0              | 0              | 29     | 2      | 5      |
| 2016/17     | Olympiakos Piraeus       | Super League       | 14         | 4          | 4          | 5     | 0     | 1     | 4              | 0              | 0              | 23     | 4      | 5      |
| 2017/18     | Olympiakos Piraeus       | Super League       | 23         | 7          | 3          | 6     | 0     | 1     | 7              | 1              | 1              | 36     | 8      | 5      |
| Club Totaal | Club Totaal              | Club Totaal        | 37         | 11         | 7          | 11    | 0     | 2     | 11             | 1              | 1              | 59     | 12     | 10     |
| 2018/19     | Rode Ster Belgrado       | Super Liga         | 22         | 6          | 8          | 4     | 0     | 2     | 5              | 1              | 3              | 31     | 7      | 13     |
| 2019/20     | Rode Ster Belgrado       | Super Liga         | 12         | 3          | 6          | 1     | 0     | 0     | 14             | 1              | 5              | 27     | 4      | 11     |
| Club Totaal | Club Totaal              | Club Totaal        | 34         | 9          | 14         | 5     | 0     | 2     | 19             | 2              | 8              | 58     | 11     | 24     |
| 2019/20     | Al-Ahli                  | Saudi Pro League   | 9          | 0          | 1          | 2     | 1     | 0     | 6              | 1              | 1              | 17     | 2      | 2      |
| 2020/21     | Al-Ahli                  | Saudi Pro League   | 9          | 1          | 1          | 1     | 0     | 0     | —              | —              | —              | 10     | 1      | 1      |
| Club Totaal | Club Totaal              | Club Totaal        | 18         | 1          | 2          | 3     | 1     | 0     | 6              | 1              | 1              | 27     | 3      | 3      |
| 2020/21     | → Al-Raed                | Saudi Pro League   | 10         | 0          | 3          | 0     | 0     | 0     | —              | —              | —              | 10     | 0      | 3      |
| Club Totaal | Club Totaal              | Club Totaal        | 10         | 0          | 3          | 0     | 0     | 0     | 0              | 0              | 0              | 10     | 0      | 3      |
| 2021/22     | Ferencváros              | NB I.              | 17         | 2          | 1          | 2     | 0     | 0     | —              | —              | —              | 19     | 2      | 1      |
| Club Totaal | Club Totaal              | Club Totaal        | 17         | 2          | 1          | 2     | 0     | 0     | 0              | 0              | 0              | 19     | 2      | 1      |
| TOTAAL      | TOTAAL                   | TOTAAL             | 325        | 42         | 94         | 47    | 7     | 7     | 76             | 11             | 15             | 448    | 60     | 116    |

## Interlandcarrière
Marin debuteerde op 27 mei 2008 in de vriendschappelijke wedstrijd tegen Wit-Rusland (2–2) voor het Duits voetbalelftal. Hij viel in dat duel na 45 minuten in voor Bastian Schweinsteiger. In zijn tweede interland, op 20 augustus 2008, maakte hij tegen België (2-0) zijn eerste doelpunt voor de nationale ploeg. Bondscoach Joachim Löw nam Marin mee naar het WK 2010, waar hij in de eerste twee groepswedstrijden tegen Australië (4–0 winst) en Servië (0–1 verlies) als invaller in het veld kwam.
| Interlands van Marko Marin voor Duitsland | Interlands van Marko Marin voor Duitsland | Interlands van Marko Marin voor Duitsland | Interlands van Marko Marin voor Duitsland | Interlands van Marko Marin voor Duitsland | Interlands van Marko Marin voor Duitsland |
| №                                         | Datum                                     | Wedstrijd                                 | Uitslag                                   | Competitie                                | Goals                                     |
| ----------------------------------------- | ----------------------------------------- | ----------------------------------------- | ----------------------------------------- | ----------------------------------------- | ----------------------------------------- |
| 1                                         | 27 May 2008                               | Duitsland – Wit-Rusland                   | 2–2                                       | Oefeninterland                            |                                           |
| 2                                         | 20 Aug 2008                               | Duitsland – België                        | 2–0                                       | Oefeninterland                            | Goal                                      |
| 3                                         | 06 Sep 2008                               | Liechtenstein – Duitsland                 | 0–6                                       | WK-kwalificatie                           |                                           |
| 4                                         | 19 Nov 2008                               | Duitsland – Engeland                      | 1–2                                       | Oefeninterland                            |                                           |
| 5                                         | 11 Feb 2009                               | Duitsland – Noorwegen                     | 0–1                                       | Oefeninterland                            |                                           |
| 6                                         | 28 Mar 2009                               | Duitsland – Liechtenstein                 | 4–0                                       | WK-kwalificatie                           |                                           |
| 7                                         | 05 Sep 2009                               | Duitsland – Zuid-Afrika                   | 2–0                                       | Oefeninterland                            |                                           |
| 8                                         | 29 May 2010                               | Hongarije – Duitsland                     | 0–3                                       | Oefeninterland                            |                                           |
| 9                                         | 03 Jun 2010                               | Duitsland – Bosnië en Herz.               | 3–1                                       | Oefeninterland                            |                                           |
| 10                                        | 13 Jun 2010                               | Duitsland – Australië                     | 4–0                                       | WK-eindronde                              |                                           |
| 11                                        | 18 Jun 2010                               | Duitsland – Servië                        | 0–1                                       | WK-eindronde                              |                                           |
| 12                                        | 11 Aug 2010                               | Denemarken – Duitsland                    | 2–2                                       | Oefeninterland                            |                                           |
| 13                                        | 07 Sep 2010                               | Duitsland – Azerbeidzjan                  | 6–1                                       | EK-kwalificatie                           |                                           |
| 14                                        | 08 Oct 2010                               | Duitsland – Turkije                       | 3–0                                       | EK-kwalificatie                           |                                           |
| 15                                        | 12 Oct 2010                               | Kazachstan – Duitsland                    | 0–3                                       | EK-kwalificatie                           |                                           |
| 16                                        | 17 Nov 2010                               | Zweden – Duitsland                        | 0–0                                       | Oefeninterland                            |                                           |

## Trivia
- Marin werd in het voormalige Joegoslavië geboren en heeft zowel de Duitse als Bosnische nationaliteit. Hij koos er zelf voor om voor het Duits voetbalelftal te spelen.
- Toen Marin zijn debuut maakte voor het Duits voetbalelftal, speelde hij met Borussia Mönchengladbach in de 2. Bundesliga.

## Erelijst
| Nationaal                 |    |            |
| Kampioen in 2. Bundesliga | 1x | 2008       |
| Europees                  |    |            |
| UEFA Europa League        | 2x | 2013, 2014 |
| Nationale ploeg           |    |            |
| EK onder 21 jaar          | 1x | 2009       |
| Wereldkampioenschap       | 1x | 2010       |

1 Paschalakis ·
3 Ortega ·
4 Biancone ·
5 Pirola ·
8 Stamenić ·
9 El Kaabi ·
10 Martins ·
11 Velde ·
14 García ·
16 Carmo ·
17 Jaremtsjoek ·
18 Willian ·
19 Masouras  ·
20 Costinha ·
22 Chiquinho ·
23 Rodinei ·
27 Oliveira ·
30 Androutsos ·
31 Botis ·
32 Hezze ·
45 Retsos ·
65 Apostolopoulos ·
67 Koutsidis ·
74 Ntoi ·
84 Kostoulas ·
88 Tzolakis ·
96 Mouzakitis ·
97 Yazıcı ·
99 Anagnostopoulos ·
Coach: Mendilibar
· Assistent-coach: Rico
1 Neuer ·
2 Jansen ·
3 Friedrich ·
4 Aogo ·
5 Taşçı ·
6 Khedira ·
7 Schweinsteiger ·
8 Özil ·
9 Kießling ·
10 Podolski ·
11 Klose ·
12 Wiese ·
13 Müller ·
14 Badstuber ·
15 Trochowski ·
16 Lahm  ·
17 Mertesacker ·
18 Kroos ·
19 Cacau ·
20 Boateng ·
21 Marin ·
22 Butt ·
23 Gómez ·
Coach: Löw